# 장선배
장선배(張善培, 1962년 5월 21일 ~ )은 대한민국 충청북도의회 의원이다.

## 학력
- 증평초등학교 졸업
- 증평중학교 졸업
- 청주신흥고등학교 졸업
- 충북대학교 경제학 학사
- 청주대학교 행정대학원 사회복지학 석사

## 경력
- 2010년 7월 1일 ~ 2014년 6월 30일: 제9대 충청북도의회 의원
  - 2012.07 ~ 2014.06 : 제9대 충청북도의회 정책복지위원회 위원장
- 2014년 7월 1일 ~ 2018년 6월 30일: 제10대 충청북도의회 의원
- 2018년 7월 1일 ~ 2022년 6월 30일: 제11대 충청북도의회 의원
  - 2018.07 ~ 2020.06: 제11대 충청북도의회 전반기 의장
- 2019.08 ~ 2022.06: 제16대 전국시도의회의장협의회 후반기 정책위원

## 역대 선거 결과
|  | 60.13% |

|  | 47.57% |

|  | 0% |

|  | 49.85% |